# 비바 라 루차
비바 라 루차 (Viva La Lucha)는 2010년 출범한 미국 신생 루차 리브레 단체이다.

## 역사

### 새로운 시작, Viva La Lucha
2010년 6월 출범하여 INDemand 채널에서 2개월 간격으로 페이 퍼 뷰 (Pay - Per - View0 체제로 방영 중이다.

### Pay Per View
- 2010년 6월 11일: Viva La Lucha 1 "Revolution"
- 2010년 8월 27일: Viva La Lucha 2 "Extreme Rebellion"
- 2010년 10월 15일: Viva La Lucha 3 "Retribution"
- 2010년 12월 10일: Viva La Lucha 4 "Champions & Challengers"
- 2011년 2월 11일: Viva La Lucha 5 "Continental Conflict"
- 2011년 4월 29일: Viva La Lucha 6 "Battle Ground"